# Rams Milano 2019
Questa voce raccoglie le informazioni riguardanti i Rams Milano nelle competizioni ufficiali della stagione 2019.

## Roster
| Roster dei Rams Milano (2019) |
| --- |
| Quarterback - 7 Giacomo Ballarini Running Back - 31 Cristiano Mancini - 30 Federico Provenza FB - 40 Cristian Mercogliano FB Wide Receiver - 80 Massimo Tintori - 28 Edoardo Pollastri - 88 Simone Ceruti - 22 Stefano Bignotti - 12 Stefano Palma - 3 Federico Lopez - 81 Gabriele Mancini Tight End - 83 Micael Busnach - 68 Roberto Catena Offensive Linemen - 79 Reda Gabriele Derradj OG - 55 Thomas Guardamagna C - 75 Salvatore Ruggiero C - 74 Marco Torzullo OT Defensive Linemen - 72 Marco Rossetti - 99 Luca de Scisciolo DE - 50 Christian Lasteros DT - 77 Giacomo Adami DT - 90 Paolo Valdameri DT Linebacker - 44 Andrea Zambelli - 59 Roberth Muñoz - 45 Alessandro Sodano - 48 Gregorio Nason Defensive Back - 27 Samuele Chiodi FS - 43 Francesco Miracapillo S - 23 Daniele Scavariello CB - 34 Salif Kobre CB Special Team - 25 Giovanni Pertot K Coaching staff Paolo Crosti (HC) · Roberto de Santis (Linea) · Marco Bravetti (RB) · Pierfrancesco Raffaeli (AC) |

## Campionato Italiano Football a 9 FIDAF 2019

### Stagione regolare
| Piacenza 3 marzo 2019, ore 15:00 | Wolverines Piacenza | 38 – 36 (12-0 12-12 14-8 0-16) referto | Rams Milano | Centro Sportivo Rugby Gigi Savoia (50 spett.)\| Arbitro: \| Zampedri \| |
| Arbitro:                         | Zampedri            |                                        |             |                                                                         |

| Bresso 9 marzo 2019, ore 21:00 | Rams Milano | 54 – 14 (6-8 6-6 22-0 20-0) referto | Frogs Legnano | Centro Sportivo Comunale (150 spett.) |

| Bienate 17 marzo 2019, ore 15:00 | Frogs Legnano | 6 – 42 (0-7 6-22 0-0 0-13) referto | Rams Milano | Stadio di Bienate (100 spett.)\| Arbitro: \| G. Rizzello \| |
| Arbitro:                         | G. Rizzello   |                                    |             |                                                             |

| Chiavari 30 marzo 2019, ore 21:00 | Predatori Golfo del Tigullio | 19 – 30 (7-0 6-14 6-8 0-8) referto | Rams Milano | C.S. Daneri (150 spett.)\| Arbitro: \| Passalacqua \| |
| Arbitro:                          | Passalacqua                  |                                    |             |                                                       |

| Bresso 27 aprile 2019, ore 21:00 | Rams Milano | 30 – 28 (0-7 22-13 8-0 0-8) referto | Wolverines Piacenza | Centro Sportivo Comunale (50 spett.) |

| Bresso 11 maggio 2019, ore 21:00 | Rams Milano | 18 – 14 (6-0 6-7 0-0 6-7) referto | Lancieri Novara | Centro Sportivo Comunale (150 spett.) |

### Playoff
| Bresso 8 giugno 2019, ore 21:00 | Rams Milano | 34 – 28 (6-6 8-6 6-0 14-16) referto | Leoni Basiliano | Centro Sportivo Comunale (100 spett.) |

| Verona 16 giugno 2019, ore 16:00 | Redskins Verona | 42 – 26 (14-0 21-0 0-6 7-20) referto | Rams Milano | C.S. Concordia (200 spett.) |

## Statistiche di squadra
| Competizione | %Vittorie | In casa | In casa | In casa | In casa | In casa | In casa | In trasferta | In trasferta | In trasferta | In trasferta | In trasferta | In trasferta | Totale | Totale | Totale | Totale | Totale | Totale |
| Competizione | %Vittorie | G       | V       | N       | P       | Pf      | Ps      | G            | V            | N            | P            | Pf           | Ps           | G      | V      | N      | P      | Pf     | Ps     |
| ------------ | --------- | ------- | ------- | ------- | ------- | ------- | ------- | ------------ | ------------ | ------------ | ------------ | ------------ | ------------ | ------ | ------ | ------ | ------ | ------ | ------ |
| Campionato   | .833      | 3       | 3       | 0       | 0       | 102     | 56      | 3            | 2            | 0            | 1            | 108          | 63           | 6      | 5      | 0      | 1      | 210    | 119    |
| Playoff      | .500      | 1       | 1       | 0       | 0       | 34      | 28      | 1            | 0            | 0            | 1            | 26           | 42           | 2      | 1      | 0      | 1      | 60     | 70     |
| Totale       | .750      | 4       | 4       | 0       | 0       | 136     | 84      | 4            | 2            | 0            | 2            | 134          | 105          | 8      | 6      | 0      | 2      | 270    | 189    |

## Statistiche personali

### Marcatori
| Giocatore           | Ruolo | TD rush | TD recv | TD int | TD p.ret | TD k.ret | TD oth | Xp1 | Xp2 | FG  | Saf | Totale |
| ------------------- | ----- | ------- | ------- | ------ | -------- | -------- | ------ | --- | --- | --- | --- | ------ |
| C. Mancini          |       | 12+3    | 1+0     | 0+0    | 0+0      | 0+0      | 0+0    | 0+0 | 1+0 | 0+0 | 0+0 | 98     |
| G. Ballarini        |       | 7+1     | 0+0     | 0+0    | 0+0      | 0+0      | 0+0    | 0+0 | 2+2 | 0+0 | 0+0 | 56     |
| M. Busnach          |       | 0+0     | 3+1     | 0+0    | 0+0      | 0+0      | 0+0    | 0+0 | 3+0 | 0+0 | 0+0 | 30     |
| F. Lopez Torregrosa |       | 0+0     | 2+1     | 0+0    | 0+0      | 0+0      | 0+0    | 0+0 | 3+0 | 0+0 | 0+0 | 24     |
| M. Tintori          |       | 0       | 3       | 1      | 0        | 0        | 0      | 0   | 0   | 0   | 0   | 24     |
| S. Bignotti         |       | 1+1     | 0+0     | 0+0    | 0+0      | 0+0      | 0+0    | 0+0 | 0+0 | 0+0 | 0+0 | 12     |
| S. Ceruti           |       | 0+0     | 0+1     | 0+0    | 0+0      | 0+0      | 0+0    | 0+0 | 0+1 | 0+0 | 0+0 | 8      |
| A. Zambelli         |       | 0+0     | 0+0     | 0+0    | 0+0      | 0+0      | 0+1    | 0+0 | 0+0 | 0+0 | 0+0 | 6      |
| G. Pertot           |       | 0       | 0       | 0      | 0        | 0        | 0      | 4   | 0   | 0   | 0   | 4      |
| F. Provenza         |       | 0       | 0       | 0      | 0        | 0        | 0      | 0   | 2   | 0   | 0   | 4      |
| A. Petrillo         |       | 0       | 0       | 0      | 0        | 0        | 0      | 0   | 1   | 0   | 0   | 2      |
| A. Sodano           |       | 0       | 0       | 0      | 0        | 0        | 0      | 0   | 0   | 0   | 1   | 2      |

### Passer rating
| Giocatore    | G   | Att   | Comp | Int | Yds     | TD  | NFL   | NCAA   |
| ------------ | --- | ----- | ---- | --- | ------- | --- | ----- | ------ |
| G. Ballarini | 6+2 | 68+17 | 21+8 | 2+1 | 341+123 | 9+3 | 78,14 | 119,50 |